# Lijst van rijksmonumenten in Slichtenhorst
De buurtschap Slichtenhorst telt 17 inschrijvingen in het rijksmonumentenregister. Hieronder een overzicht.
| Object | Oorspronkelijke functie?  | Bouwjaar                | Architect | Locatie                   | Coördinaten?                  | Nr.?   | Afbeelding             |
| --- | ------------------------- | ----------------------- | --------- | ------------------------- | ----------------------------- | ------ | ---------------------- |
| Hoeve 'Schavenouw' | Boerderij                 | 17e eeuw                |           | Barneveldseweg 119        | 52° 12' 4" NB, 5° 31' 14" OL  | 30966  | Meer afbeeldingen      |
| Hoeve 'Groot Ehrental'                                                                                                  | Boerderij                 | waarschijnlijk 17e eeuw |           | Barneveldseweg 123        | 52° 11' 49" NB, 5° 30' 52" OL | 30967  | Meer afbeeldingen      |
| Hoeve 'Bramengoed' | Boerderij                 | wellicht 18e eeuw       |           | Slichtenhorsterweg 28     | 52° 12' 12" NB, 5° 30' 5" OL  | 31008  | Meer afbeeldingen      |
| Hoeve 'Westphalingsgoed'                                                                                                | Boerderij                 | 1696 (jaartalankers)    |           | Slichtenhorsterweg 57     | 52° 12' 15" NB, 5° 29' 32" OL | 31009  | Meer afbeeldingen      |
| Hoeve 'Bouwman' | Boerderij                 | 18e eeuw                |           | Slichtenhorsterweg 67     | 52° 12' 12" NB, 5° 29' 48" OL | 31010  | Meer afbeeldingen      |
| Hoeve 'Ehrental' | Boerderij                 | 17e eeuw                |           | Slichtenhorsterweg 69     | 52° 12' 10" NB, 5° 30' 22" OL | 31011  | Meer afbeeldingen      |
| Hoeve 'Klein Ehrental'                                                                                                  | Boerderij                 | 1676                    |           | Slichtenhorsterweg 71     | 52° 12' 8" NB, 5° 30' 33" OL  | 31013  | Hoeve 'Klein Ehrental' |
| Veluws keuterijtje | Boerderij                 | vroeg 19e eeuw          |           | Slichtenhorsterweg 73     | 52° 12' 18" NB, 5° 30' 55" OL | 31014  | Meer afbeeldingen      |
| De Neude: landhuis | Kasteel, buitenplaats     | 1927                    |           | Slichtenhorsterweg 30     | 52° 12' 18" NB, 5° 30' 44" OL | 523762 | Meer afbeeldingen      |
| De Neude: koetshuis | Bijgebouwen kastelen enz. | 1927                    |           | Slichtenhorsterweg bij 30 | 52° 12' 18" NB, 5° 30' 44" OL | 523763 | Upload foto            |
| De Neude: paardenstal                                                                                                   | Boerderij                 | 1927                    |           | Slichtenhorsterweg bij 30 | 52° 12' 18" NB, 5° 30' 44" OL | 523764 | Upload foto            |
| De Neude: twee hekpijlers                                                                                               | Erfscheiding              | 1927                    |           | Slichtenhorsterweg bij 30 | 52° 12' 18" NB, 5° 30' 44" OL | 523765 | Upload foto            |
| Nordengoed, boerderij van het hallehuistype gebouwd op een rechthoekige plattegrond onder een pannendak met wolfseinden | Boerderij                 | 1860                    |           | Slichtenhorsterweg 41     | 52° 12' 33" NB, 5° 28' 60" OL | 523767 | Meer afbeeldingen      |
| Bakhuis | Boerderij                 | 1860                    |           | Slichtenhorsterweg bij 41 | 52° 12' 33" NB, 5° 28' 60" OL | 523768 | Upload foto            |
| Veestal | Boerderij                 | 1900-1940               |           | Slichtenhorsterweg bij 41 | 52° 12' 33" NB, 5° 28' 60" OL | 523769 | Upload foto            |
| Varkensstal | Boerderij                 | 1900-1940               |           | Slichtenhorsterweg bij 41 | 52° 12' 33" NB, 5° 28' 60" OL | 523770 | Upload foto            |
| Hooiberg | Boerderij                 | 1900-1940               |           | Slichtenhorsterweg bij 41 | 52° 12' 33" NB, 5° 28' 60" OL | 523771 | Upload foto            |